# Jota-uil
De jota-uil (Autographa jota) is een nachtvlinder uit de familie van de uilen (Noctuidae).

## Beschrijving
De voorvleugellengte bedraagt tussen de 17 en 21 millimeter. De grondkleur van de voorvleugel is roodachtig bruin met wat rozige vlekken en marmering. Op de voorvleugel bevindt zich een zilverkleurige tekening, die vaak in twee delen is gesplitst, en anders Y-vormig is. De soort lijkt sterk op de donkere jota-uil (A. pulchrina).

## Waardplanten
De jota-uil gebruikt allerlei kruidachtige en houtige planten als waardplanten. De rups overwintert, en is te vinden van augustus tot juni in het volgende jaar.

## Voorkomen
De jota-uil komt verspreid over het Palearctisch gebied voor, van Noord- en Centraal-Europa tot aan het oosten van Siberië.

### Voorkomen in Nederland en België
De jota-uil is in Nederland en België een niet zo algemene soort, die verspreid over het hele gebied kan worden gezien. De vlinder kent één generatie die vliegt van halverwege mei tot in juni.